# Mulher-Leopardo
Cheetah (tradução literal, Guepardo ou Chita) também conhecida pela tradução errônea Mulher-Leopardo é uma super-vilã fictícia dos quadrinhos da DC Comics. Ela é bem conhecida por ser uma das maiores e mais antigas arqui-inimiga da Mulher-Maravilha. Ao longo dos anos houve três diferentes mulheres e uma versão masculina de Cheetah.  A atual é Barbara Minerva.

## Criação
Criada por William Moulton Marston (também criador da Mulher Maravilha) e H. G. Peter, a personagem deveria representar a loucura da inveja e outras emoções ruins. Desde então, a personagem passou por diversas mudanças. Nos quadrinhos, houve quatro diferentes Leopardos antes dos “Novos 52”: Priscilla Rich e Deborah Domaine, durante a época de ouro e prata; Barbara Ann Minerva, após a Crise das Infinitas Terras, e Sebastian Ballesteros, um homem que conseguiu o poder do leopardo.
A principal é Barbara Ann Minerva, a Chita principal, criada por Len Wein e George Pérez em Mulher Maravilha vol.2 #07, em agosto de 1987.

## Controvérsia
Seu nome original em inglês é Cheetah, cuja tradução é Guepardo ou Chita, e no passado, nas edições brasileiras e na televisão, no antigo desenho animado "Super-Amigos", seu nome não era traduzido, mas de alguns anos para cá os editores brasileiros resolveram batizá-la em português como Mulher-Leopardo.
Apesar de tanto o leopardo (Panthera pardus) e o guepardo (Acinonyx jubatus) terem um estilo de vida solitário e uma longevidade média de 12 anos em cativeiro, estas especies são de subfamílias diferentes e possuem várias diferenças físicas, como o porte: enquanto o leopardo é mais musculoso, o guepardo é esguio. A gestação dos filhotes das duas espécies dura por volta de três meses, mas as ninhadas do guepardo costumam ser mais numerosas (até oito filhotes) do que a dos leopardos (no máximo quatro).

## Biografia

### Pré-Crise
A Mulher-Leopardo foi alter-ego de duas mulheres diferentes; Priscilla Rich e Deborah Domaine. 

#### Priscilla Rich
A primeira aparição da Mulher-Leopardo, aconteceu na Wonder Woman #6 (Out. 1943), a HQ foi escrita por Charles Moulton e desenhada por Harry G. Peter. Priscilla Rich, a primeira encarnação da vilã era, basicamente, a personificação da inveja nos quadrinhos. Depois de ver a Mulher-Maravilha roubando toda a atenção de um evento de caridade, a atriz e socialite ficou extremamente enciumada e com inveja. Priscilla Rich, que sofria de algum tipo de transtorno de dupla personalidade, se vê no espelho e enxerga a si mesma vestindo uma fantasia de chita. A visão serve de inspiração para Rich, que decide adotar essa nova identidade, perseguindo Diana em busca de “vingança” utilizando diversas armas para tentar parar a amazona. Priscilla foi um membro da Corporação Vilania, uma equipe de criminosas inimigas da Mulher Maravilha. 
Priscilla teve vários confrontos com a super-heroína até que se retirou em sua mansão em Maryland. Em Wonder Woman #274 (Dez.1980), o vilão Kobra tentou recrutá-la para sua organização. Mas seus asseclas encontraram Priscilla reclusa e inválida. A agente do Kobra raptou a sobrinha Deborah Domaine e então ela se tornou a segunda Cheetah, vindo a falecer. Essa história foi publicada no Brasil pela Ebal na revista Lançamento número 3 (série com a Mulher Maravilha), agosto-setembro de 1983.

#### Deborah Domaine
Debora Domaine, a segunda encarnação da vilã, era uma mulher muito rica e bem sucedida, sendo também a sobrinha de Priscilla Rich. Debora não conhecia o segredo de sua tia, que só vem a revelar que era a insana Cheetah no seu leito de morte. Chocada com o que lhe é dito, a moça desmaia e é sequestrada por Kobra, líder terrorista que buscava novos recrutas. Kobra torturou Deborah, fazendo uma lavagem cerebral na garota até que ela ficasse completamente louca e se tornasse a nova versão da Cheetah, agora com garras afiadas implantadas em seu traje. Debbie também teve várias batalhas com a Mulher-Maravilha e foi um membro da Sociedade Secreta dos Super-Vilões, inimigos da Liga da Justiça.

### Crise nas Infinitas Terras
A original Cheetah, Priscilla Rich, continuou a existir nessa nova realidade quando a Rainha Hipólita era a Mulher Maravilha da Era de Ouro. No presente, ela foi vista como uma idosa que foi assassinada por Barbara Minerva (a Cheetah da Era Moderna). Em Crise Infinita com Diana voltando a ser a Mulher Maravilha original (e não Hipólita), não ficou estabelecida a existência de Priscilla nesta continuidade. Nos quadrinhos dos Super Amigos (aventuras fora da continuidade), Priscilla faz parte de um grupo juntamente com o (Pinguim, Homem dos Brinquedos, Hera Venenosa, e Human Flying Fish), que agiam como mentores para jovens criminosos. A parceira de Priscilla era uma garota chamada Kitten.

### Pós-Crise
Existiram dois personagens-Leopardo nesta nova realidade: a mulher Barbara Minerva e o homem Sebastian Ballesteros. Enquanto as antigas vilãs eram apenas mulheres uniformizadas, os personagens-Leopardo Pós-Crise são humanos com poderes místicos. 

#### Barbara Ann Minerva
A Dra. Barbara Ann Minerva era uma arqueóloga que pesquisava uma tribo da África cuja   guardiã era uma criatura com os poderes do Guepardo. A guardiã foi assassinada e Barbara, com a ajuda da sacerdotisa Chuma, tomou o lugar da antiga guardiã, esperando ganhar imortalidade. Os poderes lhe seriam dados após Barbara beber uma combinação de sangue humano com uma planta sagrada do deus Urzkartaga. Mas como Barbara não era uma virgem, sua transformação foi amaldiçoada. A Mulher Maravilha enfrentou a nova Cheetah quando esta descobriu os poderes do Laço da Verdade e tentou roubá-lo. 
Durante um breve período, Minerva perdeu seus poderes para o negociante Sebastian Ballesteros. Minerva matou Ballesteros e recuperou seus poderes. Com a ajuda do vilão Flash Reverso, que se tornara seu amante, Minerva teve sua velocidade aumentada. Ela se juntou a Sociedade Secreta dos Super Vilões.

#### Sebastian Ballesteros
O milionário argentino Sebastian Ballesteros foi o quarto a receber os poderes do Guepardo (o Homem-Leopardo). Ele era um agente e amante de Circe, inimiga das Amazonas. Ele convenceu o deus Urzkartaga de que poderia usar os poderes melhor do que Barbara Ann Minerva. Barbara se tornou uma das Fúrias e matou Ballesteros.

### Pós-Flashpoint

#### Novos 52
A versão da vilã nos Novos 52 continuou sendo Barbara Minerva, mas sua transformação e motivação foi modificada. Desde o começo da sua vida, quando ainda era criada por sua “tia Lyta”, a moça passou a ver as pessoas divididas em dois grupos: Caçadores e Presas. Barbara consegue um emprego como expert em antiguidades e fica encantada ao conhecer a Mulher-Maravilha. Depois de invadir uma sessão destinada a artefatos mágicos na A.R.G.U.S. a moça acaba se cortando em uma adaga mágica. Ela é possuída pelos poderes da Deusa da Caça, se transformando na Cheetah.

#### Renascimento
Uma nova versão de Barbara surge no Renascimento. Agora, a moça é uma grande admiradora de mitologias e uma das únicas pessoas que consegue conversar com a Mulher-Maravilha quando ela chega nos Estados Unidos - e ainda só falava grego. Barbara e Diana se tornam grandes amigas, mas em algum ponto na história a moça descobre o culto ao Deus Planta Urzkartaga e é transformada - aparentemente depois de uma mentira da divindade - na violenta Cheetah. Eventualmente, Diana, por precisar da ajuda da vilã, concorda em matar Urzkataga e colocar um fim na sua maldição.

## Adaptações
- A Mulher-Leopardo Priscilla Rich aparece em Super Amigos.
- Barbara Ann Minerva aparece no jogo eletrônico Justice League Task Force da SNES e Sega Genesis e também no jogo Injustice 2.
- No desenho da Justice League, aparece uma Mulher Leopardo tida como a Dr. Minerva, mas ela é diferente da dos quadrinhos. Esta Dr. Minerva foi uma bióloga que fazia pesquisas genéticas, e que para provar suas teorias, acabou por sofrer uma mutação. Considerada uma aberração pelo seus colegas, ela se voltou para o crime.
- A Mulher-Leopardo faz uma rápida aparição na cena final do filme Wonder Woman de 2009.
- Luta contra a Mulher Maravilha em Justice League: Doom de 2012.
- Mulher-Leopardo faz parte da Legião do Mal em JLA Adventures: Trapped in Time (2014).
- Será a vilã principal do filme Mulher-Maravilha 2 (2020), na qual será interpretada por Kristen Wiig.

## Poderes
Poderes de Barbara Ann Minerva
- Aparência de Leopardo
- Super-Agilidade
- Intelecto Elevado
- Visão Noturna
- Garras Afiadas
- Aderência Física
- Cauda Preênsil
- Sentidos Aguçados
- Super Força

Poderes de Priscilla Rich e Deborah Domaine
- Perícia em Acrobacia,

- Ginástica e Artes Marciais

- Garras Retráteis
- Discrição

## Citação
| “ | My talents don't come cheaply ou "Meus talentos não são baratos" | ” |